# دير أبو فانا
دير أبو فانا هو دير مصري سُمي على اسم أبو فانا - أو آفا فانا أو آفا فيني (حوالي 354-395) – وهو راهب مسيحي مصري؛ كما يُطلق على الدير، في بعض الأحيان، اسم دير «القديس أبو فانا»، ويُعرف أيضًا باسم «دير الصليب» بسبب وجود العديد من الصلبان المزخرفة زخرفة جميلة داخل كنيسته.

## الموقع
يقع الدير في الصحراء الغربية ولا يبعد عن أرض وادي النيل المزروعة، وهو يقع على بعد حوالي 300 كم جنوبي القاهرة، وشمال غربي الأشمونين، وعلى بعد حوالي 2 كم من قرية «قصر هور»، وشرقي قرية «بني خالد»

## التأسيس والتاريخ
بُني الدير على الأرجح حول موقع دفن «أبو فانا»، إذ عُثر على قبره خلال عمليات التنقيب التي قام بها «معهد الآثار النمساوي» في القاهرة عام 1992.
ويذكر أبو المكارم [القرن الثاني عشر] أن كنيسة «أبو فانا» رممها الرشيد أبو فضل. وكتب المقريزي، المؤرخ المصري، [القرن الرابع عشر-الخامس عشر] عن الشكل المعماري الجميل الذي يتحلى به الدير.
ويشير كتاب «تاريخ بطاركة الكنيسة المصرية» إلى دير «أبو فانا» مرتين: المرة الأولى فيما يتعلق بانتخاب البطريرك «ثيؤدوسيوس الثاني»، بابا الكنيسة القبطية الأرثوذكسية (1294-1300)، والمرة الثانية فيما يتعلق بطفولة البطريرك متاؤوس الأول (1378-1408).
ويُقال إن الدير كان به حوالي 1000 راهب، في فترات ما قبل الإسلام، وتقلصت الأعداد فيه تقلصًا كبيرًا قبل دخول الإسلام في القرن السابع؛ ويشير المقريزي إلى أنه كان لا يوجد في الدير، في أيامه، سوى راهبين.
وذكر القس اليسوعي الفرنسي الأب ميشيل ماري جوليه (1827-1911) أن قس القرية المجاورة (قصر هور) نظف الكنيسة من الحطام واستخدامها من أجل «القداس الإلهي».
وعندما قام العالم الألماني د. أوتو مايناردوس بزيارة «أبو فانا» في ستينيات القرن العشرين، كان الدير عبارة عن حطام مع بقايا تنبسط على مساحة عريضة. ولم يبق سوى الكنيسة التاريخية. وعُثر أيضًا على قطع من الجرانيت الرمادي، وهو ما يشير إلى أن الدير ربما يكون قد بُني على الموقع الذي كان يومًا ما يقوم عليه معبدٌ قديم. وعلى هضبة صغيرة يوجد حطام قصر، أو برج، كان لدى أديرة قديمة. وعلى بعد حوالي 80 مترًا من الدير المحطم نجد كهف أبو فانا، وهو المكان الذي يُقال إن «أبو فانا» عاش به. ولم يُشر مايناردوس إلى أن الدير مأهول.
والمبنى المتبقي من الدير القديم يتكون من كنيسة بازيليكا قديمة تغور بعمق في الرمال في وسط رابية شاسعة «لا شك» أنها، حسبما جاء في الموسوعة القبطية، تحجب حطام الدير. وربما تكون الروابي المجاورة تحجب الصوامع أو القلالي المنفصلة.

## التاريخ الحديث
بدأ التاريخ الحديث للدير مع تجدد اهتمام الكنيسة القبطية الأرثوذكسية بهذا الدير في أعقاب عمليات التنقيب التي قام بها «هلموت بوشهاوزن» وفريقه من «معهد الآثار النمساوي» في الفترة 1987-1992. وبعد عمليات التنقيب هذه، قرر «المجلس الأعلى للآثار» المصرية في عام 2000 أن يحدد منطقة مساحتها 1 × 2 كم على أنها الحرم الأثري للدير؛ ويشتبه «المجلس الأعلى للآثار» في أن هذه الأرض ربما تحمل بقايا تاريخية مدفونة. [خريطة]
وبعد قرار «المجلس الأعلى للآثار»، بنت الكنيسة القبطية الأرثوذكسية قلالي جديدة، ومدخلاً جديدًا، وغرفة استقبال، وكاتدرائية كبيرة خارج حدود الحرم الأثري مباشرة [صورة – تعليق: بنايات للدير مبنية من عام 2000 فصاعدًا]. وقبل عام 1999، لم يقم أي راهب إقامة دائمة في الدير؛ وجاء خمسة رهبان إلى الدير عام 1999، وفي عام 2003 رسّم البابا شنودة، رئيس الكنيسة القبطية الأرثوذكسية، 12 راهبًا آخرين، ثم راهبًا آخر فيما بعد. ومن عام 2003 فصاعدًا، تكرر نشوب الصراعات على الأرض مع جيران الدير. وفي يوليو/تموز 2008، هناك مجموع كلي يتكون من 18 راهبًا و9 مبتدئين في الرهبنة يقيمون في الدير، ويساعدهم عشرات العلمانيين [أي من هم ليسوا برجال دين].

## التوترات
في الحادي والثلاثين من مايو/أيار 2008، أبلغ الرهبان عن تعرض قلالي الرهبان وكنيسة تابعة للدير للهجوم عن طريق مجموعة قوامها حوالي 60 شخصًا مسلحًا من العرب، وهو اسم يشيع استخدامه في مصر للإشارة إلى البدو الذين استوطنوا القرى المتاخمة للصحراء. والموقع الذي يظهروه عبارة عن مبنى أمامي للدير به قلالي رهبانية وكنيسة صغيرة باسم القديس كيرلس [صورة – تعليق: امتداد الدير الذي تعرض للهجوم]. وقد أسفرت الهجمات عن إحداث تلفيات في هذا الجزء من الدير والممتلكات المحيطة به.
ونجم عن ذلك اشتباك أسفر عن مقتل مسلم، وإصابة أربعة مسيحيين، واختطاف ثلاثة رهبان لفترة وجيزة، وهو ما استلزم تلقيهم العلاج في المستشفى لدى عودتهم. وأعقب المصادمات بيوم واحد اندلاع مظاهرة شارك فيها حوالي 300 شاب قبطي في ملوي ألقوا باللائمة على الحكومة لتغاضيها «عن حمايتهم بعد هجمات عدة استهدفت الأقباط».
ولقد أٌلقي القبض على 13 مسلمًا ومسيحيين اثنين، بزعم أنهم تورطوا [في الأحداث]، ومثلوا أمام النيابة العامة.
ولقد وجد أحمد ضياء الدين، محافظ المنيا، عددًا من محاضر الشرطة التي توثق المنازعات على الأرض، وهي المنازعات الممتدة على مدار سنوات عدة. وكان القرويون الذين يعيشون على أطراف الصحراء يستصلحون الأراضي الصحراوية لمدة لا تقل عن عشرين عامًا،  وهو ما يمكن أيضًا مشاهدته باستخدام «جوجل إيرث» (Google Earth).

## السبب الأساسي وراء التوترات
إن المنازعات على الأرض في مصر يؤثر عليها الزيادة السكانية، حيث يعيش سكان يبلغ تعدادهم حوالي 80 مليون نسمة على مساحة هي تقريبًا ضعف حجم «نيو جيرزي»؛ والماء حافز شائع وراء اندلاع المنازعات على الأرض. أما المساحة المتبقية، التي تمثل حوالي 96% من إجمالي مساحة أرض مصر، عبارة عن صحراء. وكثيرًا ما تقدم وسائل الإعلام المصرية تقارير عن صراعات على الأرض والماء. ففي صراع على أرض بين عائلتين، بالقرب من بنها، لقي 23 شخصًا مصرعهم وأصيب 44 آخرون.
والأرض الصحراوية ملكٌ للدولة، وبالتالي عندما يرغب أي شخص في شراء هذه الأرض يكون مطلوبًا منه الحصول على تصريح من الحكومة.
والعقود «العرفية» هي اتفاقات بين طرفين تفتقر إلى التسجيل الصحيح لدى الحكومة، وتُصاغ دون الحصول أولاً على التصاريح الحكومية المطلوبة. وقد حصل دير «أبو فانا» على جزء من أرضه عن طريق عقد «عرفي»، وهو ما أدى إلى رفض المحافظ لقول الدير إنه يمتلك أوراق ملكية سليمة للأرض. ويمكن اعتبار هذا السبب الرئيسي وراء الصراع المتعلق بأبو فانا.

## ردود الأفعال
يضع الرهبان في «أبو فانا» الهجوم في إطار طائفي: مسلمون يهاجمون مسيحيين لأنهم مسيحيون. وقد وجهوا انتقادات للشرطة المحلية، التي يقع مقرها على بعد حوالي 6 كم من الدير، لوصولها إلى الدير بعد عدة ساعات من علمها بالهجوم. وكان الناشطون الأقباط في الخارج، أثناء الهجوم وبعده، يتلقون اتصالات من الرهبان والعلمانيين الموجودين في الدير وبالقرب منه؛ وكان رد فعلهم يتمثل في نشر ردود فعل غاضبة على الإنترنت وتنظيم مظاهرات عدة في أمريكا الشمالية وأوروبا.
وسيقت مزاعم بأن المسلمين حاولوا إجبار الرهبان الثلاثة المختطفين على التحول إلى الإسلام بنطق الشهادتين. وأعقب ذلك العديد من العروض على موقع "YouTube"، وصدرت تصريحات، ونُشرت نشرات صحفية، وجميعها يضع الصراع في إطار طائفي، بحيث قلما ما يُشار إلى التنازع الدائر على ملكية الأرض.. وإذا ما تحقق ذلك فغالبًا ما يكون من أجل النفي صراحة أن يكون نزاع على أرض قد لعب دورًا.
وشجعت ردود فعل الرهبان، والمسيحيين العاملين في الدير، والناشطين الأقباط في الغرب مئات المسيحيين على التظاهر في ملوي، وهي محل إقامة الأسقف المسؤول عن «أبو فانا». وتعتبر مظاهرات المسيحيين في مصر ظاهرة جديدة نسبيًا. وردد المتظاهرون المسيحيون في ملوي عبارة «بالروح بالدم نفديك يا صليب».
وأبرزت التقارير في مصر الاعتداء الذي وقع على الدير وما تبعه من ردود فعل قبطية داخل مصر وخارجها؛ ونُشرت سجالات حامية بوسائل الإعلام المصرية على مدار أسابيع عديدة بعد الاعتداء؛ ووضع كتّاب عدة الهجوم في إطار طائفي في حين أصر الآخرون على أنه نزاعٌ على أرض في المقام الأول.
وبوجه عامٍ، يعتقد المفكرون الأقباط في القاهرة أن هذا الأمر عبارة عن نزاع على أرض يكتسي بأبعاد دينية طُرحت لتعزيز المواقف التحزبية؛ ويعتريهم القلق بشأن التأثير الذي يحتمل أن يتركه هذا النزاع على العلاقات بين المسلمين والمسيحيين على المستوى الشعبي.
وقدم عددٌ قليل من وسائل الإعلام الأجنبية تقارير عن الهجوم: «اشتباك بين مسلمين ومسيحيين في مصر ومقتل شخص» (رويترز - 31 مايو/أيار)؛ «صدامات بين مسلمين وأقباط في مصر تسفر عن قتيل وأربعة جرحى» (أ. ف. ب. - 1 يونيو/حزيران)؛ أما «لوس أنجلوس تايمز» (11 يونيو/حزيران) فوضعت الهجوم في سياق أعمال العنف الأخرى الموجهة ضد الأقباط؛ وأفادت «الواشنطون بوست» (7 يوليو/تموز) أن اعتداءات كهذه تجعل المسيحيين الأقباط في مصر يتقوقعون على أنفسهم، وهو ما يعزز من عقلية الجيتو (الانعزال)؛ أما «كريستيانتي توداي» (23 يوليو/تموز) فركزت على الضغط المتنامي على الأرض والماء.
وأرسل كلٌ من "تقارير العرب والغرب" و«المجلس القومي لحقوق الإنسان» وفدًا إلى المنطقة للتحري عن التوترات.

## رئيس الدير الحالي
- الرئيس الحالي للدير هو الأنبا ديمتريوس.

## بابوات من دير أبو فانا
- البابا ثيؤدوسيوس الثاني (بابا الإسكندرية)